# Shelley Jensen
Shelley Jensen es un escritor y productor de televisión estadounidense. Es hijo de Ashley Reed.
Ha dirigido episodios de serie de televisión  The Fresh Prince of Bel-Air, Friends, Amen, What I Like About You, The Drew Carey Show, Webster, The Suite Life on Deck, Sonny with a Chance, I'm in the Band, Good Luck Charlie, Austin & Ally entre otras series.
Jensen ganó un Daytime Emmy Award en 1996 por su trabajo dirigiendo en Disney Channel Adventures in Wonderland ganador junto con David Grossman y Gary Halvorson.

## Trayectoria
| Año       | Título                     | Ocupación                 |
| --------- | -------------------------- | ------------------------- |
| 1985      | Webster                    | Director                  |
| 1989      | Brothers                   | Guionista/Escritor        |
| 2005      | The Third Wish             | Director                  |
| 2010      | Shake It Up!               | Director de 10 episodios  |
| 2011      | Jessie                     | Director de un 1 episodio |
| 2011      | I Hate My Teenage Daughter | Director de 2 episodios   |
| 2012      | Work It                    | Director de un 1 episodio |
| 2011-2012 | Austin & Ally              | Director de 6 episodios   |
| 2013      | Crash & Bernstein          | Director de 2 episodios   |